# Општина Турнишче
Општина Турнишче (словен. Turnišče) је једна од општина Помурске регије у држави Словенији. Седиште општине је истоимени градић Турнишче.

## Природне одлике
Рељеф: Општина Турнишче налази се у североисточном делу Словеније. Општина се простире у средишњем делу равничарске и пољопривредне области Прекомурје, на десетак километара од реке Муре.
Клима: У општини влада умерено континентална клима.
Воде: Најважнији водоток у општини је речица Лендава, притока реке Муре, која протиче десетак километара југозападно од општине. Сви остали водотоци су мали и њихове су притоке.

## Становништво
Општина Турнишче је густо насељена.

## Насеља општине
| - Гомилица - Неделица - Ренковци - Турнишче |

## Додатно погледати
- Турнишче